# Dorothy Malone
Pour les articles homonymes, voir Malone.
Mary Dorothy Maloney, dite Dorothy Malone, née le 29 janvier 1924 à Chicago (Illinois, États-Unis), et morte le 19 janvier 2018 à Dallas (Texas, États-Unis), est une actrice américaine.

## Biographie

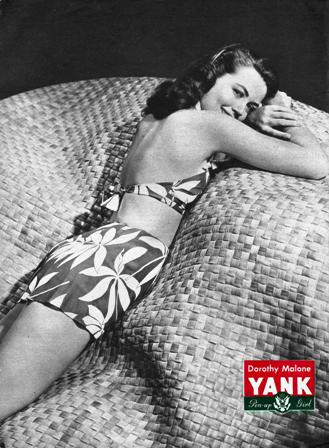
Dorothy Malone en 1945.

Dorothy Malone est née le 29 janvier 1924 à Chicago dans l'Illinois,. Elle est l'un des cinq enfants de Robert Ignatius Maloney et d'Esther Smith. Sa famille déménage à Dallas au Texas lorsqu'elle est enfant. Deux de ses sœurs meurent de la poliomyélite dans leur enfance et un frère meurt frappé par la foudre lorsqu'il est adolescent. Elle fait ses débuts en 1943 à Hollywood, pour la compagnie cinématographique RKO Pictures, dans les films Gildersleeve on Broadway et The Falcon and the Co-Eds. Puis, en 1945, elle signe avec Warner Bros. et tourne, en 1946, dans Le Grand Sommeil avec Humphrey Bogart.
Passant de brune à blonde platine, elle enchaîne les rôles dans plusieurs films de série B. Le 27 mars 1957, elle remporte l'Oscar de la meilleure actrice dans un second rôle dans Écrit sur du vent de Douglas Sirk. Plus tard, elle jouera dans la série télévisée Peyton Place. On la voit, en 1992, pour la dernière fois, incarnant le rôle d'Hazel Dobkins dans le film  Basic Instinct avec Michael Douglas et Sharon Stone.
Dorothy Malone a vécu trois mariages et trois divorces, son premier mariage est avec l'acteur français Jacques Bergerac (1927-2014) qui devient plus tard un responsable d'une compagnie de cosmétiques avec qui elle a deux filles. Puis elle se remarie avec Robert Tomarkin, un agent de change en 1969 mais ce mariage ne dure que quelques semaines. Enfin son dernier mariage, en 1971 avec Charles Huston Bell, un homme d'affaires de Dallas et responsable d'hôtels, se conclut par un ultime divorce en 1974.
Elle meurt à Dallas le 19 janvier 2018 à l’âge de 93 ans de causes naturelles. On a longtemps pensé que son année de naissance était 1925 mais 1924 a été confirmé par sa fille Mimi Vanderstraaten lors de son décès. Lui survivent ses deux enfants, Diane Thompson et Mimi, six petits-enfants et son frère Robert B. Maloney, qui est juge à Dallas.

## Filmographie

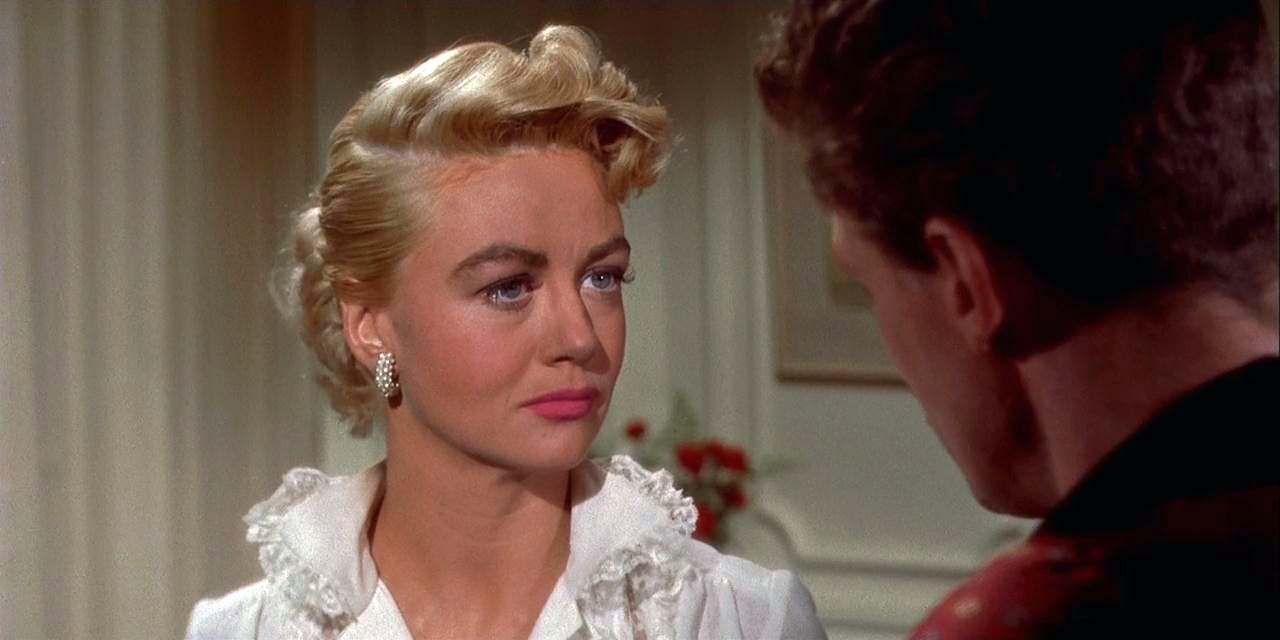
Dorothy Malone et Robert Stack dans Écrit sur du vent.

### Cinéma
- 1942 : The man who wouldn't die de Herbert I. Leeds
- 1943 : Gildersleeve on Broadway de Gordon Douglas
- 1943 : The falcon and the co-eds (Le faucon à l'université) de William Clemens
- 1943 : Higher and higher (Amour et swing) de Tim Whelan
- 1944 : Seven days ashore de John H. Auer
- 1944 : Show business (4 du music hall) de Edwin L. Marin
- 1944 : Youth runs wild de Mark Robson
- 1944 : Hollywood Canteen de Delmer Daves
- 1944 : Dansons gaiement (Step Lively) de Tim Whelan
- 1944 : One Mysterious Night de Budd Boetticher : Eileen Daley
- 1945 : Frontier Days : Martha Mercer
- 1945 : Too Young to Know de Frederick De Cordova : Mary
- 1946 : Nuit et Jour (Night and Day) de Michael Curtiz : Nancy
- 1946 : Le Grand Sommeil (The Big Sleep) d'Howard Hawks : La propriétaire du magasin de livres
- 1946 : Janie Gets Married de Vincent Sherman : sergent Spud Lee
- 1948 : Ombres sur Paris (To the Victor) de Delmer Daves : Miriam
- 1948 : One Sunday Afternoon de Raoul Walsh : Amy Lind
- 1948 : Deux Gars du Texas (Two Guys from Texas) de David Butler  : Joan Winston
- 1949 : Flaxy Martin de Richard L. Bare : Nora Carson
- 1949 : Les Chevaliers du Texas (South of St. Louis) de Ray Enright : Deborah Miller
- 1949 : La Fille du désert (Colorado Territory) de Raoul Walsh : Julie Ann Winslow
- 1950 : L'Homme du Nevada (The Nevadan) de Gordon Douglas : Karen Galt
- 1950 : La Loi des bagnards (en) (Convicted) d'Henry Levin : Kay Knowland
- 1950 : La Cité de l'épouvante (The Killer That Stalked New York) d'Earl McEvoy : Alice Lorie
- 1950 : Mrs. O'Malley and Mr. Malone de Norman Taurog : Lola Gillway
- 1951 : Saddle Legion de Lesley Selander : Dr Ann F. Rollins
- 1951 : The Bushwhackers de Rod Amateau : Cathy Sharpe
- 1952 : Le Sillage de la mort (Torpedo Alley) de Lew Landers : lieutenant Susan Peabody
- 1953 : Fais-moi peur (Scared Stiff) de George Marshall : Rosie
- 1953 : Quand la poudre parle (Law and Order) de Nathan Juran : Jeannie
- 1953 : Jack Slade le damné de Harold Schuster : Virginia Maria Dale
- 1954 : Loophole d'Harold D. Schuster : Ruthie Donovan
- 1954 : Les Brigands de L'Arizona (The Lone Gun) de Ray Nazarro : Charlotte Downing
- 1954 : Du plomb pour l'inspecteur (Pushover) de Richard Quine : Ann Stewart
- 1954 : Security Risk d'Harold D. Schuster : Donna Weeks
- 1954 : Ici brigade criminelle (Private Hell 36) de Don Siegel : Francey Farnham
- 1954 : The Fast and the Furious de John Ireland : Connie Adair
- 1954 : Un amour pas comme les autres (Young at Heart) de Gordon Douglas : Fran Tuttle
- 1955 : Le Cri de la victoire (Battle Cry) de Raoul Walsh : Mme Elaine Yarborough
- 1955 : Cinq Fusils à l'ouest (Five Guns West) de Roger Corman : Shalee
- 1955 : La Chevauchée furieuse (Tall Man Riding) de Lesley Selander : Corinna Ordway
- 1955 : Sincerely Yours de Gordon Douglas : Linda Curtis
- 1955 : Artistes et Modèles (Artists and Models) de Frank Tashlin : Abigail 'Abby' Parker
- 1955 : Le Doigt sur la gâchette (At Gunpoint) d'Alfred L. Werker : Martha Wright
- 1956 : Tension à Rock City (Tension at Table Rock) de Charles Marquis Warren : Lorna Miller
- 1956 : Les Piliers du ciel (Pillars of the Sky) de George Marshall : Calla Gaxton
- 1956 : Écrit sur du vent (Written on the Wind) de Douglas Sirk : Marylee Hadley
- 1957 : Quantez d'Harry Keller : Chaney
- 1957 : L'Homme aux mille visages (Man of a Thousand Faces) de Joseph Pevney : Cleva Creighton Chaney
- 1957 : Contrebande au Caire (Tip on a Dead Jockey) de Richard Thorpe : Phyllis Tredman
- 1957 : La Ronde de l'aube (The Tarnished angels) de Douglas Sirk : LaVerne Shumann
- 1958 : Une femme marquée (Too Much, Too Soon) d'Art Napoleon : Diana Barrymore
- 1959 : L'Homme aux colts d'or (Warlock) d'Edward Dmytryk : Lilly Dollar
- 1960 : Panique à bord (The Last Voyage) d'Andrew L. Stone : Laurie Henderson
- 1961 : El Perdido (The Last sunset) de Robert Aldrich : Belle Breckenridge
- 1963 : Beach Party de William Asher : Marianne
- 1964 : Le Crash mystérieux (Fate is the Hunter) de Ralph Nelson : Lisa Bond
- 1969 : Perversion (Femmine insaziabili) d'Alberto De Martino : Vanessa Brighton
- 1975 : The Man Who Would Not Die de Robert Arkless : Paula Stafford
- 1975 : Abduction de Joseph Zito : Mme Prescott
- 1977 : Golden Rendezvous d'Ashley Lazarus : Mme Skinner
- 1979 : Good Luck, Miss Wyckoff de Marvin J. Chomsky : Mildred
- 1979 : Qui a tué le président ? (Winter Kills) de William Richert : Emma Kegan
- 1980 : Le Jour de la fin des temps (The Day Time Ended ) de John 'Bud' Cardos : Ana Williams
- 1983 : The Being de Jackie Kong : Marge Smith
- 1987 : Repose en paix (Descanse en piezas) de José Ramón Larraz : Catherine Boyle
- 1992 : Basic Instinct de Paul Verhoeven : Hazel Dobkins

### Télévision
- 1953 : Omnibus (série télévisée) : Miss Rodholder
- 1953-1954 : Four Star Playhouse (série télévisée) : Marie Roberts / Ella
- 1954-1955 : Fireside Theatre (en) (série télévisée) : Marion Carney
- 1955, 1961-1962 : General Electric Theater (série télévisée) : Eva Balto Kelly / Ellen Rogers / Ruth Hammond
- 1956 : Letter to Loretta (série télévisée) : May Hadley
- 1958 : Cimarron City (en) (série télévisée) : Nora Arkins
- 1960 : Alcoa Theatre (série télévisée) : Ann Saint Martin
- 1961 : Route 66 (série télévisée) : Christina
- 1961 : Échec et mat (Checkmate) (série télévisée) : Lorna Shay
- 1961 : The Dick Powell Show (en) (série télévisée) : Elena Shay
- 1962 : Le Jeune Docteur Kildare (série télévisée) : Rena Ladovan
- 1962 : Les Incorruptibles (The Untouchables) (série télévisée) : Kitty Edmonds
- 1964 : Le Plus Grand Chapiteau du monde (The Greatest Show on Earth) (série télévisée) : Jeannie Gilbert
- 1964 : Arrest and Trial (en) (série télévisée) : Lois Janeway
- 1964-1968 : Peyton Place (série télévisée) : Constance McKenzie Carson
- 1969 : The Pigeon (téléfilm) : Elaine Hagen
- 1972 : The Bold Ones: The New Doctors (série télévisée) : Ruth McLayne
- 1973 : L'Homme de fer (Ironside) (série télévisée) : Agatha Mott
- 1976 : Ellery Queen, à plume et à sang (Ellery Queen) (série télévisée) : Carol Franklin
- 1976 : Le Riche et le Pauvre (Rich Man, Poor Man) (série télévisée) : Irene Goodwin
- 1976 : Sergent Anderson (Police Woman) (série télévisée) : Mme Hilary LaSalle
- 1976 : Les Rues de San Francisco (The Streets of San Francisco) (série télévisée) : Julia Desmond
- 1977 : Le Trottoir des grandes (Little Ladies of the Night) (téléfilm) : Maggie
- 1977 : The November Plan (téléfilm) : Dawn Archer
- 1977 : Murder in Peyton Place (téléfilm) : Constance McKenzie Carson
- 1978 : High Hopes (série télévisée) : Mme Herzog
- 1978 : The Hardy Boys/Nancy Drew Mysteries (série télévisée) : Mme Blain
- 1978 : Embarquement immédiat (Flying High) (série télévisée) : Jane
- 1978 : Vegas (série télévisée) : Mme Gardner
- 1978 : Katie: Portrait of a Centerfold (téléfilm) : Myrtle Cutler
- 1979 : L'Ancien Testament (Greatest Heroes of the Bible) (série télévisée) : Nagar
- 1980 : Le Vagabond (The Littlest Hobo) (série télévisée)
- 1980 : Condominium (téléfilm) : Molly Denniver
- 1982 : Off Your Rocker (téléfilm) : Shelley Delaine
- 1982 : Matt Houston" (série télévisée) saison 1, épisode 7 (Le tueur des mers) : Alice Landa
- 1984 : He's Not Your Son (téléfilm) : Dr Sullivan
- 1985 : Peyton Place: The Next Generation (téléfilm) : Constance Carson

## Distinctions

### Récompenses

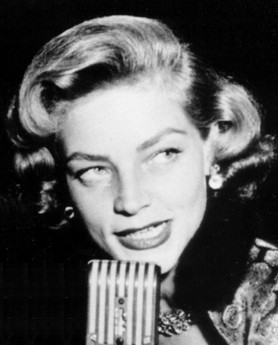
Lauren Bacall, sa partenaire dans Le Grand Sommeil et Écrit sur du vent.

- Oscar du cinéma 1957 : Oscar de la meilleure actrice dans un second rôle pour Écrit sur du vent
- Golden Apple Awards 1965 : Golden Apple Award de l'actrice la plus coopérative
- Photoplay Awards 1965 : Photoplay Award de la star féminine la plus populaire

### Nominations
- Golden Globe Award 1957 : Golden Globe de la meilleure actrice dans un second rôle pour Écrit sur du vent
- The Laurel Awards 1958 : Golden Laurel de la meilleure star féminine (9e place)
- The Laurel Awards 1959 : Golden Laurel de la meilleure star féminine (14e place)
- Golden Globe Award 1965 : Golden Globe de la meilleure actrice dans une série télévisée pour Peyton Place
- Golden Globe Award 1966 : Golden Globe de la meilleure actrice dans une série télévisée pour Peyton Place.